# Opština Konče
Konče (makedonsky Конче) je opština v Jihovýchodním regionu v Severní Makedonii. Konče je také název vesnice, která je centrem opštiny.

## Historie
Osady na území opštiny Konče existují více než 400 let. Archeologické nálezy jsou vystaveny v muzeu ve Štipu, nejstarší nálezy jsou z vesnice Gabrevci z období doby bronzové. Jedná se především o keramiku a bronzové šperky. Během středověku bylo Konče náboženskými i administrativním centrem. Nejstarší kostel v opštině se nachází ve vesnici Konče, kostel sv. Štěpána ze 14. století. Kostel a přilehlý klášter byl postaven v roce 1366 Nikolou Stajnevik, vévodou cara Štěpána Dušana a krále Uroše. Tento komplex, zejména kostel ve své umělecké hodnotě, zaujímá významné místo v historii makedonské středověké kultury. Na stěnách kostelů jsou stále původní fresky. Katarina Branković (1418/19–1492), hraběnka z Celje a dcera despoty Đurađ Brankoviće, a byzantská princezna Irene Kantakouzene, jsou pohřbeny v Konče.

## Geografie
Opština Konče se nachází v Jihovýchodním regionu, asi 150 km od hlavního města Skopje. Na severu sousedí s opštinou Štip, na jihu s opštinami Vasilevo a Radoviš, na západě s opštinami Negotino a Demir Kapija a na jihu s opštinami Valandovo a Strumica.
Centrem opštiny je vesnice Konče, pod ni spadá dalších 13 vesnic:
| Vesnice        | Počet obyvatel |
| -------------- | -------------- |
| Dedino         | 716            |
| Gabrevci       | 355            |
| Garvan         | 11             |
| Gorna Vraštica | 0              |
| Gorni Lipovikj | 163            |
| Dolna Vraštica | 0              |
| Dolni Lipovikj | 423            |
| Dolni Radeš    | 0              |
| Lubnica        | 361            |
| Negrenovci     | 0              |
| Rakitec        | 519            |
| Skoruša        | 11             |
| Zagorci        | 10             |

## Demografie
Podle sčítání lidu z roku 2021 žije v opštině 2 725 obyvatel. Etnickými skupinami jsou:
- Makedonci = 1 947 (71,45 %)
- Turci = 606 (22,24 %)
- ostatní a neuvedené = 172 (6,31 %)